# Немања Гаврић
Немања Гаврић (Бијељина, 14. јул 1992) је српски писац и музичар. Поред великог броја обрада и ауторских пјесама, локалној публици је привукао пажњу и својом књигом првенцом ”Дволичност бесмисла”. Књигу је објавио 2018. године а званично је промовисана тек наредне године. Већ годину дана касније објављује и своју другу књигу, ”Нешто више и полако”.

## Биографија
Гимназију је похађао у Брчком, а у родном граду је стекао мастер диплому на Педагошкој академији Универзитета у Источном Сарајеву. Таленат за писање надоградио је захваљујући менторству професора и учитеља током година школовања, што је и довело до објављивања његовог првог дјела. 
Једна од првих критика књиге ”Дволичност бесмисла” написана је управо од стране Мирјане Ђапо, књижевника и професора средњошколске гимназије у Брчком.

## Дјела
- Дволичност бесмисла (2018)[1]
- Нешто више и полако (2020)[3]